# Candice Nechitch
Candice Nechitch, ancienne présentatrice de télévision et comédienne, est une photographe française.

## Biographie
Candice Nechitch a suivi les Cours Simon, ayant pour professeur Cyril Jarousseau, et s’est également formée au Studio Pygmalion. Elle a été l’élève de Damien Acoca et d’Arsène Richeux au Théâtre de La Parole.
Par la suite, Candice Nechitch a intégré M6, où elle a présenté la Météo. Sur la même chaîne, elle a animé Drôle de réveil ! avec Jérôme Anthony et Zuméo. Elle est aux commandes de l’émission Love Match sur NT1, depuis septembre 2008.
Au cinéma, elle a joué dans God in my pocket d’Arnaud Labaronne, en 2006. La même année, elle a interprété un des rôles principaux du long-métrage Chrysalides d’Isabelle Lukacie. Deux années plus tard, elle s’est offert un rôle dans Le Baltringue, sous la direction de Cyril Sebas et aux côtés de Vincent Lagaf, ainsi que Philippe Cura et Alban Casterman.
En 2009, elle a fait partie du casting de Victor de Thomas Gilou, où elle donne la réplique à Lambert Wilson, Clémentine Célarié et Sara Forestier, entre autres.
En 2011,  Candice Nechitch passe du cinéma à la photographie, elle est représentée à Paris par la galerie Gad Collection.
Elle a exposé sa série Aquafemina au Festival européen de la photo de nu d’Arles en 2015 et aux Carrières de Lumières des Baux de Provence en mai 2016, sur la programmation Off des Rencontres d'Arles en juillet 2016 et sur Paris Photo au Grand Palais en tant que lauréate du concours "Estée Lauder Pink Ribbon Photo Award" en novembre 2017.
Son travail a été exposé sur la 1re édition du festival d’art contemporain « Estivales » à Sceaux en août 2018.
En novembre 2018, Candice Nechitch a fait don de deux de ses œuvres à la vente aux enchères de l'Association des Amis du Musée d'Israël (AFMI), entrant de ce fait dans la collection de Gilles Weil.
- Les Chacals
- Origine (2007) de F. Groeppelin
- Le Signe du Lion (2007) de F. Lebaux.
- Duval et Madani (2007) de O. Jamain
- Trop plein d’amour (2004) de Steve Suissa.

## Théâtre
- Chat en poche (2002) de Feydeau
- Le procès (2001) de Kafka
- L’Illusionniste de Sacha Guitry
- Le Juste martyr